# Deutsche Gesellschaft für Hauswirtschaft
Die Deutsche Gesellschaft für Hauswirtschaft (dgh) ist ein 1951 in Bad Godesberg gegründeter Fachverband und als gemeinnütziger Verein anerkannt. 1996 wurde die dgh als Interessenverband beim Deutschen Bundestag registriert. Sie wirkt mit ihrer Expertise zu unterschiedlichen Themen in von Ministerien initiierten Projekten, Gremien und Fachkreisen mit.

## Geschichte
Die Deutsche Gesellschaft für Hauswirtschaft wurde 1951 in Bad Godesberg gegründet. Zu Beginn war sie durch einen kleinen Kreis von Wissenschaftlern geprägt, deren Hauptaugenmerk der hauswirtschaftlichen Forschung, Lehre und Praxis galt. Mitte der 1960er Jahre avancierte sie vermehrt zu einem Forum, in dem sowohl hauswirtschaftlich tätige und interessierte Einzelpersonen als auch Organisationen unterschiedlicher Bereiche zusammenfanden. In diesen Jahren wurde die Tätigkeit der dgh von Themen und Zielsetzungen bestimmt, die von den jeweiligen Vorsitzenden und auch direkt aus der Praxis in die Organisation hineingetragen wurden.
Zur Gründung der dgh war die ländliche Hauswirtschaft stark vertreten, ebenso zählten Einzelpersonen/Institutionen aus Forschung und Lehre zu den Fokusgruppen. Mit der Zeit kamen die lebensmittelverarbeitende Industrie, die Hausgeräteindustrie und die Energiewirtschaft hinzu, außerdem gemeinnützige Organisationen wie Wohlfahrtsverbände oder kleinere Vereine – jeweils mit ihren auf Privathaushalte, ambulante Versorgungsstrukturen und professionelle Versorgungseinrichtungen wie Pflegeheime oder Krankenhäuser ausgerichteten Interessen. Darüber hinaus engagierten sich zunehmend auch Medienvertreter in der dgh. Inzwischen sind neben den gut 200 Einzelmitgliedern mehr als 50 Organisationen und Unternehmen in der dgh Mitglied; dazu zählen neben den einschlägigen Berufsverbänden, Landesarbeitsgemeinschaften und Hochschulen so unterschiedliche korporative Mitglieder wie der Anna Haag Haus e. V.; der Deutsche Caritasverband e. V. (DCV); der Deutsche LandFrauenverband e. V. (dlv); der Deutsche Sparkassen- und Giroverband e. V.; der HKI Industrieverband Haus-, Heiz- und Küchentechnik e. V.; die Miele & Cie. KG; der ständige Ausschuss Hauswirtschaft u. Verbraucherthemen in der kfd (Katholische Frauengemeinschaft Deutschlands), der Verein für Fraueninteressen e. V. oder der Verbraucherzentrale Bundesverband e. V. (vzbv).
Zudem bestehen seit Gründung der dgh enge Beziehungen zum heutigen Bundeszentrum für Ernährung (BZfE) – vormals Bundesforschungsanstalt für Hauswirtschaft (BfH) – mit Sitz in Bonn. In der Zeit von 1952 bis 1997 gaben beide Organisationen die Zeitschrift „Hauswirtschaft und Wissenschaft (HuW)“ gemeinsam heraus. Seit 1998 fungiert die dgh als alleinige Herausgeberin. Die HuW ist die einzige deutschsprachige wissenschaftliche Zeitschrift für den gesamten Bereich der Hauswirtschaft und Haushaltswissenschaft. Hauswirtschaft und Wissenschaft publiziert begutachtete wissenschaftliche Manuskripte und Fachbücher.

## Organisation
Die dgh ist als gemeinnütziger Verein anerkannt. Der sechsköpfige Vorstand gestaltet den Rahmen der Arbeit. Er steht im regelmäßigen Austausch mit dem erweiterten Vorstand, dem die Vorsitzenden der Fachausschüsse und Beiräte angehören. Die Geschäftsstelle ist mit einer festangestellten Ökotrophologin besetzt.

## Arbeitsweise
Die dgh arbeitet anwendungsorientiert: Wissen aus der Forschung wird in die Praxis getragen. Umgekehrt finden aktuelle Fragestellungen aus der Praxis und Versorgungswirklichkeit Eingang in die Forschung, Bildung und Beratung.
Die Mitglieder der dgh treffen sich in Fachausschüssen und Beiräten. Dort werden gemeinsam Themenschwerpunkte vereinbart und bearbeitet. Themen der Fachausschüsse und Beiräte sind zum Beispiel: Nachhaltigkeit in der Versorgung, Umgang mit Geld und Referenzbudgets als Basis der Beratungsarbeit, Umsetzung von „normalem Alltag“ in sozialen Einrichtungen oder Beschreibung von geschlechterdifferenzierenden Ungleichheitsphänomenen in der Haushaltsarbeit.
Die Ergebnisse werden veröffentlicht und bei der Erfüllung von Versorgungs- und Betreuungsaufgaben, in der Bildungs- und Beratungsarbeit sowie für politische Stellungnahmen genutzt. Zusätzlich werden regelmäßig Tagungen zum Austauschen und Netzwerken veranstaltet. Die dgh erarbeitet „dgh for future - das digitale Lexikon der nachhaltigen Hauswirtschaft!“, in dem Nachhaltigkeitstipps für die professionelle Hauswirtschaft gesammelt werden. Außerdem ist die dgh selbst Auftragsnehmerin für Forschungsaufträge. Mitglieder wirken darüber hinaus im dgh-Auftrag mit ihrer Expertise in Neuordnungsprozessen der Berufsausbildung Hauswirtschaft, in Forschungsaufträgen oder der Neuauflage von Fachbüchern, Leitlinien und DIN-Normen mit.

## Zielgruppen
In der dgh arbeiten sowohl Personen aus der Wissenschaft als auch Fachleute aus der Praxis miteinander. Entsprechend sind sowohl die Professoren aus den Hochschulen und Universitäten mit ökotrophologischem oder haushaltswissenschaftlichem Profil angesprochen als auch alle diejenigen, die fachlich mit Fragen der Alltagsversorgung zu tun haben – von der Hauswirtschaftsleitung im Pflegeheim über technische Entwickler oder Lehrkräfte für hauswirtschaftliche Inhalte bis hin zu Personen, die in der Schuldner- oder Familienberatung und -bildung tätig sind.

## Netzwerk
Neben dem Vernetzen der eigenen Mitglieder aus unterschiedlichen Organisationen und Unternehmen sucht die dhg die Zusammenarbeit mit anderen Verbänden und Organisationen. Dazu zählen Fachverbände und Angehörige der SAHGE-Berufe (Soziale Arbeit, Hauswirtschaft / Haushaltsnahe Dienstleistungen, Gesundheit, Erziehung), der Verbraucherpolitik oder auch gewinnwirtschaftliche arbeitende Unternehmen beispielsweise im Bereich der Haushaltstechnik.

## Fachzeitschrift „Hauswirtschaft und Wissenschaft“ (HuW)
Als Organ der dgh existiert die Fachzeitschrift „Hauswirtschaft und Wissenschaft (HuW)“ seit 1953. Von 2010 bis 2017 erschien sie vier Mal jährlich in Heftform. Seit 2018 erscheint das Journal ausschließlich online als elektronische Zeitschrift. Ehrenamtlicher Herausgeber ist Elmar Schlich, Justus-Liebig-Universität Gießen. Das Journal ist bei der Deutschen Nationalbibliothek (DNB) unter der ISSN 2626-0913 gelistet.
Als wissenschaftliches Online-Journal veröffentlicht „Hauswirtschaft und Wissenschaft“ Originalarbeiten und Kurzbeiträge aus ihrem Fachgebiet, die im Peer-Review-Verfahren begutachtet werden, unter Beachtung der Leitlinien der Deutschen Forschungsgemeinschaft zur „Guten Wissenschaftlichen Praxis“. Darüber hinaus erscheinen auch nicht begutachtete Arbeitspapiere sowie Ankündigungen und Dokumentationen zu Tagungen der dgh und ihrer Organe. Zudem ist die HuW auch die „Europäische Zeitschrift für Haushaltsökonomie, Haushaltstechnik und Sozialmanagement“.